# Star Wars: Episódio VII – O Despertar da Força
Star Wars: Episode VII - The Force Awakens (Brasil/Portugal/PALOP: Star Wars: Episódio VII – O Despertar da Força) é uma space opera épica estadunidense de aventura, fantasia e ficção científica de 2015, dirigida por J. J. Abrams, que também contribuiu com o roteiro ao lado de Lawrence Kasdan, sendo o sétimo filme da série e da ordem cronológica Star Wars, além de ser o primeiro da trilogia sequela. Abrams ainda fez parte da equipe de produção com Bryan Burk e Kathleen Kennedy, presidente da Lucasfilm Ltd. e responsável pelos filmes da franquia. O elenco principal inclui Daisy Ridley, John Boyega, Adam Driver, Oscar Isaac, Andy Serkis, Domhnall Gleeson, e Max von Sydow, com Harrison Ford, Mark Hamill, Carrie Fisher, Anthony Daniels, Kenny Baker e Peter Mayhew reprisando seus papéis dos filmes anteriores.
O Despertar da Força se passa aproximadamente trinta anos após os acontecimentos de Return of the Jedi, e acompanha a jornada de Rey, que acaba encontrando um droide, BB-8, com informações do paradeiro de Luke Skywalker que está desaparecido. Ela é acompanhada por Finn, um stormtrooper desertor da Primeira Ordem, uma organização que quer reaver o Império Galáctico e luta contra a Resistência, comandada por Leia Organa. A aventura inesperada leva Rey a descobrir sua forte conexão com a Força e enfrentar o Lado Sombrio.
A trilogia sequela de Star Wars era especulada desde os anos 80. Mas apesar de George Lucas ter escrito esboços sobre, ele negou que iria fazer uma nova trilogia após ter escrito e produzido os três filmes que narram a história de Anakin Skywalker. Em 2012, Lucas vendeu a Lucasfilm para a The Walt Disney Company, que optou por criar uma nova história ao invés de seguir os esboços de Lucas. Michael Arndt fez o tratamento original da história, mais tarde reescrito por Lawrence Kasdan e J. J. Abrams, também diretor e co-produtor da produção. Corrigido pela inflação, Force Awakens custou aproximadamente US$ 447 milhões de dólares para ser produzido, sendo considerado o filme mais caro já feito.
Star Wars: O Despertar da Força foi amplamente aguardado, com a Disney promovendo o filme com várias campanhas de marketing. Teve a sua pré-estreia mundial em 14 de dezembro de 2015 em Los Angeles, quatro dias antes do lançamento oficial nos Estados Unidos. Foi aclamado pela crítica especializada e pelo público, que destacaram a importância dos personagens na narrativa, o enredo, a direção, a trilha sonora, os efeitos visuais, as sequências de ação e as performances do elenco, em particular Ridley, Boyega, Ford e Driver. Porém, também foi criticado por ser derivado da trilogia original. Tornou-se a maior estreia da história, com 529 milhões de dólares arrecadados no primeiro fim de semana em todo o mundo. Em apenas 12 dias, alcançou 1 bilhão de dólares, o terceiro filme mais rápido da história a chegar a este valor. O filme alcançou uma marca histórica ao arrecadar US$ 936,6 milhões de dólares na América do Norte, se tornando o filme de maior bilheteria no mercado americano na história do cinema. É a maior receita de 2015, a maior arrecadação da franquia Star Wars e a quarta maior bilheteria de todos os tempos, sem ajuste pela inflação. Também detém o recorde de terceira maior abertura da história nos Estados Unidos e Canadá, registrando US$ 247,9 milhões.
O Despertar da Força obteve cinco indicações ao Oscar 2016 nas categorias de Melhor Trilha Sonora, Melhor Edição de Som, Melhor Mixagem de Som, Melhor Edição e Melhores Efeitos Visuais.

## Enredo
Aproximadamente 30 anos após a destruição da Segunda Estrela da Morte em O Retorno de Jedi, a Aliança Rebelde conseguiu restaurar a República Galáctica. Porém, remanescentes do extinto Império Galáctico reorganizam-se como a Primeira Ordem, cujo crescimento constante é combatido pela Resistência da República.
Poe Dameron, um piloto da Resistência, é enviado ao isolado planeta Jakku pela General Leia Organa, para obter um mapa que, acredita-se, indica a localização de Luke Skywalker, o último Jedi, que está desaparecido há anos. Kylo Ren, um poderoso conhecedor do Lado Sombrio da Força e discípulo do Supremo Líder Snoke, também deseja o mapa para chegar a Skywalker. Poe obtém o mapa do aliado da Resistência Lor San Tekka, quando as forças da Primeira Ordem atacam o planeta. Quando Kylo Ren o ataca, ele coloca o mapa em seu droide astromecânico, BB-8, e o manda fugir para longe. Ren captura Poe e ordena o assassinato de todos no vilarejo onde ele foi encontrado. Um stormtrooper fica ultrajado com a brutalidade da Primeira Ordem e deserta para ajudar Poe, que passa a chamá-lo de Finn, uma vez que o stormtrooper não tem um nome, apenas um número: FN-2187. Eles conseguem roubar uma nave da Primeira Ordem, porém são abatidos e caem de novo em Jakku, e Poe presumidamente morre na queda. Enquanto isso, BB-8 fica na posse de Rey, uma jovem que sobrevive catando lixo e espera pelo retorno de seus pais. Finn caminha pelo deserto e encontra Rey e BB-8, porém a Primeira Ordem os localiza e os três escapam do planeta numa velha nave, a Millennium Falcon, que pertenceu a Han Solo.
Na fuga com a Falcon, esta é capturada pelo próprio Solo e Chewbacca, de quem a nave havia sido roubada há alguns anos. Após escaparem de um ataque de piratas que demandam o pagamento de uma dívida, eles viajam ao planeta Takodana para encontrar Maz Kanata, uma velha pirata de mil anos de idade que foi mentora de Han, que eles acreditam que pode ajudar. No castelo de Maz, Rey é atraída pela Força até o porão, onde acha o sabre de luz que pertenceu a Anakin Skywalker e posteriormente ao seu filho, Luke. Ao tocar na arma, ela tem uma visão do passado e futuro através da Força, da qual ela foge assustada. Finn pega o sabre de luz. Quando a Primeira Ordem ataca o castelo, Rey é capturada por Ren, enquanto os outros escapam graças à chegada das naves da Resistência, liderados por Poe, que havia de fato sobrevivido da queda em Jakku. Eles seguem para a base da Resistência em D'Qar, onde descobrem que Solo e Leia se separaram após seu filho, Ben Solo, que estava sendo treinado por Luke para ser um Jedi, ter se voltado para o Lado Sombrio da Força e se tornado Kylo Ren. O mapa, entretanto, é apenas parcial. Enquanto isso, Ren usa a Força para interrogar Rey e obter o mapa direto de sua mente, mas é impedido pela forte conexão de Rey com a Força, que ela usa para escapar de sua cela.
A Primeira Ordem utiliza uma nova arma construída diretamente dentro de um planeta, a Base Starkiller, comandada pelo General Armitage Hux. A Starkiller absorve a energia de um sol e possui o poder de destruir um sistema de planetas inteiro, o qual a Primeira Ordem utiliza para destruir o Sistema Hosnian, a sede galáctica da República. Eles planejam destruir também D'Qar. Han, Chewbacca e Finn são enviados para desativar o escudo protetor da base, de modo que as naves da Resistência possam atacar. Finn, entretanto, apenas quer salvar Rey. Após encontrá-la, eles colocam explosivos para sabotar e danificar a Starkiller. Han vê Kylo Ren e o confronta; Ren parece hesitante sobre abandonar o Lado Sombrio da Força, mas acaba matando seu pai Han, fato que Leia sente através da Força. Em um acesso de fúria, Chewbacca atira em Kylo Ren, ferindo-o seriamente no torso.
Os explosivos causam dano à arma da Starkiller, permitindo a Poe e os outros pilotos adentrarem os sistemas de defesa. O ataque a D'Qar é evitado e a Starkiller começa a entrar em colapso. Ren, ferido, confronta Finn, que usa o sabre de luz de Skywalker para lutar brevemente, mas é derrotado e cai inconsciente. Ren tenta pegar o sabre de luz, mas é Rey que consegue atraí-lo, e eles entram em confronto. Rey chega perto de derrotá-lo, mas à medida em que o planeta entra em colapso, o chão abre-se e eles são separados. A Starkiller é destruída e ambos escapam: Kylo Ren e General Hux vão encontrar-se com Snoke, e os outros retornam a D'Qar, onde o mapa completo é composto com a ajuda de R2-D2. Rey viaja com Chewbacca e R2-D2 na Millennium Falcon para encontrar Luke Skywalker, que vive isolado num planeta remoto. Ao encontrá-lo, Rey oferece-lhe o antigo sabre de luz de seu pai.

## Enquadramento no universoStar Wars
| Filmes e séries | Filmes e séries                     | Calendário ficcional (em anos) | Calendário ficcional (em anos) | Calendário ficcional (em anos) | Calendário ficcional (em anos) | Calendário ficcional (em anos) | Calendário ficcional (em anos) | Calendário ficcional (em anos) | Calendário ficcional (em anos) | Calendário ficcional (em anos) | Calendário ficcional (em anos) | Calendário ficcional (em anos) | Calendário ficcional (em anos) | Calendário ficcional (em anos) | Calendário ficcional (em anos) | Calendário ficcional (em anos) | Calendário ficcional (em anos) | Calendário ficcional (em anos) | Calendário ficcional (em anos) | Calendário ficcional (em anos) | Calendário ficcional (em anos) | Calendário ficcional (em anos) | Calendário ficcional (em anos) | Calendário ficcional (em anos) | Calendário ficcional (em anos) | Calendário ficcional (em anos) | Calendário ficcional (em anos) | Calendário ficcional (em anos) | Calendário ficcional (em anos) | Calendário ficcional (em anos) | Calendário ficcional (em anos) | Calendário ficcional (em anos) | Calendário ficcional (em anos) | Calendário ficcional (em anos) | Calendário ficcional (em anos) | Calendário ficcional (em anos) | Calendário ficcional (em anos) | Calendário ficcional (em anos) | Calendário ficcional (em anos) | Calendário ficcional (em anos) | Calendário ficcional (em anos) | Calendário ficcional (em anos) | Calendário ficcional (em anos) | Calendário ficcional (em anos) | Calendário ficcional (em anos) | Calendário ficcional (em anos) | Calendário ficcional (em anos) | Calendário ficcional (em anos) | Calendário ficcional (em anos) | Calendário ficcional (em anos) | Calendário ficcional (em anos) |
| Filmes e séries | Filmes e séries                     | Antes da Batalha de Yavin      | Antes da Batalha de Yavin      | Antes da Batalha de Yavin      | Antes da Batalha de Yavin      | Antes da Batalha de Yavin      | Antes da Batalha de Yavin      | Antes da Batalha de Yavin      | Antes da Batalha de Yavin      | Antes da Batalha de Yavin      | Antes da Batalha de Yavin      | Antes da Batalha de Yavin      | Antes da Batalha de Yavin      | Antes da Batalha de Yavin      | Antes da Batalha de Yavin      | Antes da Batalha de Yavin      | Antes da Batalha de Yavin      | Antes da Batalha de Yavin      | Antes da Batalha de Yavin      | Antes da Batalha de Yavin      | Antes da Batalha de Yavin      | Antes da Batalha de Yavin      | Antes da Batalha de Yavin      | Antes da Batalha de Yavin      | Antes da Batalha de Yavin      | Antes da Batalha de Yavin      | Antes da Batalha de Yavin      | Antes da Batalha de Yavin      | Antes da Batalha de Yavin      | Antes da Batalha de Yavin      | Antes da Batalha de Yavin      | Depois da Batalha de Yavin     | Depois da Batalha de Yavin     | Depois da Batalha de Yavin     | Depois da Batalha de Yavin     | Depois da Batalha de Yavin     | Depois da Batalha de Yavin     | Depois da Batalha de Yavin     | Depois da Batalha de Yavin     | Depois da Batalha de Yavin     | Depois da Batalha de Yavin     | Depois da Batalha de Yavin     | Depois da Batalha de Yavin     | Depois da Batalha de Yavin     | Depois da Batalha de Yavin     | Depois da Batalha de Yavin     | Depois da Batalha de Yavin     | Depois da Batalha de Yavin     | Depois da Batalha de Yavin     | Depois da Batalha de Yavin     | Depois da Batalha de Yavin     |
| Filmes e séries | Filmes e séries                     | 33                             | 32                             | 31                             | 30–24                          | 23                             | 22                             | 21                             | 20                             | 19                             | 18                             | 17                             | 16                             | 15                             | 14                             | 13                             | 12                             | 11                             | 10                             | 9                              | 8                              | 7                              | 6                              | 5                              | 4                              | 3                              | 2                              | 1                              | 0                              | 0                              | 0                              | 0                              | 1                              | 2                              | 3                              | 4                              | 5                              | 6                              | 7                              | 8                              | 9                              | 10                             | 11                             | 12–31                          | 32                             | 33                             | 34                             | 34                             | 35                             | 36-49                          | 50                             |
| --- | ----------------------------------- | ------------------------------ | ------------------------------ | ------------------------------ | ------------------------------ | ------------------------------ | ------------------------------ | ------------------------------ | ------------------------------ | ------------------------------ | ------------------------------ | ------------------------------ | ------------------------------ | ------------------------------ | ------------------------------ | ------------------------------ | ------------------------------ | ------------------------------ | ------------------------------ | ------------------------------ | ------------------------------ | ------------------------------ | ------------------------------ | ------------------------------ | ------------------------------ | ------------------------------ | ------------------------------ | ------------------------------ | ------------------------------ | ------------------------------ | ------------------------------ | ------------------------------ | ------------------------------ | ------------------------------ | ------------------------------ | ------------------------------ | ------------------------------ | ------------------------------ | ------------------------------ | ------------------------------ | ------------------------------ | ------------------------------ | ------------------------------ | ------------------------------ | ------------------------------ | ------------------------------ | ------------------------------ | ------------------------------ | ------------------------------ | ------------------------------ | ------------------------------ |
| A Ameaça Fantasma Ataque dos Clones A Vingança dos Sith |                                     |                                | I                              |                                |                                |                                | II                             |                                |                                | III                            |                                |                                |                                |                                |                                |                                |                                |                                |                                |                                |                                |                                |                                |                                |                                |                                |                                |                                |                                |                                |                                |                                |                                |                                |                                |                                |                                |                                |                                |                                |                                |                                |                                |                                |                                |                                |                                |                                |                                |                                |                                |
| Uma Nova Esperança O Império Contra-Ataca O Regresso de Jedi |                                     |                                |                                |                                | IV                             | IV                             | V                              | VI                             |                                |                                |                                |                                |                                |                                |                                |                                |                                |                                |                                |                                |                                |                                |                                |                                |                                |                                |                                |                                |                                |                                |                                |                                |                                |                                |                                |                                |                                |                                |                                |                                |                                |                                |                                |                                |                                |                                |                                |                                |                                |                                |                                |
| O Despertar da Força Os Últimos Jedi A Ascensão de Skywalker |                                     |                                |                                |                                |                                | VII                            | VIII                           | IX                             |                                |                                |                                |                                |                                |                                |                                |                                |                                |                                |                                |                                |                                |                                |                                |                                |                                |                                |                                |                                |                                |                                |                                |                                |                                |                                |                                |                                |                                |                                |                                |                                |                                |                                |                                |                                |                                |                                |                                |                                |                                |                                |                                |
| Rogue One Solo |                                     | a                              | R1                             |                                |                                |                                |                                |                                |                                |                                |                                |                                |                                |                                |                                |                                |                                |                                |                                |                                |                                |                                |                                |                                |                                |                                |                                |                                |                                |                                |                                |                                |                                |                                |                                |                                |                                |                                |                                |                                |                                |                                |                                |                                |                                |                                |                                |                                |                                |                                |                                |
| Rogue One Solo | a                                   | S                              |                                |                                |                                |                                |                                |                                |                                |                                |                                |                                |                                |                                |                                |                                |                                |                                |                                |                                |                                |                                |                                |                                |                                |                                |                                |                                |                                |                                |                                |                                |                                |                                |                                |                                |                                |                                |                                |                                |                                |                                |                                |                                |                                |                                |                                |                                |                                |                                |                                |
| The Clone Wars (+ Filme) The Bad Batch Obi-Wan Kenobi Rebels Andor Resistance The Mandalorian O Livro de Boba Fett Ahsoka |                                     | Clone Wars                     | Clone Wars                     | Clone Wars                     | Clone Wars                     |                                |                                |                                |                                |                                |                                |                                |                                |                                |                                |                                |                                |                                |                                |                                |                                |                                |                                |                                |                                |                                |                                |                                |                                |                                |                                |                                |                                |                                |                                |                                |                                |                                |                                |                                |                                |                                |                                |                                |                                |                                |                                |                                |                                |                                |                                |
| The Clone Wars (+ Filme) The Bad Batch Obi-Wan Kenobi Rebels Andor Resistance The Mandalorian O Livro de Boba Fett Ahsoka |                                     |                                | BB                             |                                |                                |                                |                                |                                |                                |                                |                                |                                |                                |                                |                                |                                |                                |                                |                                |                                |                                |                                |                                |                                |                                |                                |                                |                                |                                |                                |                                |                                |                                |                                |                                |                                |                                |                                |                                |                                |                                |                                |                                |                                |                                |                                |                                |                                |                                |                                |                                |
| The Clone Wars (+ Filme) The Bad Batch Obi-Wan Kenobi Rebels Andor Resistance The Mandalorian O Livro de Boba Fett Ahsoka |                                     | K                              |                                |                                |                                |                                |                                |                                |                                |                                |                                |                                |                                |                                |                                |                                |                                |                                |                                |                                |                                |                                |                                |                                |                                |                                |                                |                                |                                |                                |                                |                                |                                |                                |                                |                                |                                |                                |                                |                                |                                |                                |                                |                                |                                |                                |                                |                                |                                |                                |                                |
| The Clone Wars (+ Filme) The Bad Batch Obi-Wan Kenobi Rebels Andor Resistance The Mandalorian O Livro de Boba Fett Ahsoka |                                     | Rebels                         | Rebels                         | Rebels                         | Rebels                         | Rebels                         | Rebels                         | b                              |                                |                                |                                |                                |                                |                                |                                |                                |                                |                                |                                |                                |                                |                                |                                |                                |                                |                                |                                |                                |                                |                                |                                |                                |                                |                                |                                |                                |                                |                                |                                |                                |                                |                                |                                |                                |                                |                                |                                |                                |                                |                                |                                |
| The Clone Wars (+ Filme) The Bad Batch Obi-Wan Kenobi Rebels Andor Resistance The Mandalorian O Livro de Boba Fett Ahsoka | Andor                               |                                |                                |                                |                                |                                |                                |                                |                                |                                |                                |                                |                                |                                |                                |                                |                                |                                |                                |                                |                                |                                |                                |                                |                                |                                |                                |                                |                                |                                |                                |                                |                                |                                |                                |                                |                                |                                |                                |                                |                                |                                |                                |                                |                                |                                |                                |                                |                                |                                |                                |
| The Clone Wars (+ Filme) The Bad Batch Obi-Wan Kenobi Rebels Andor Resistance The Mandalorian O Livro de Boba Fett Ahsoka |                                     |                                |                                |                                |                                | Resistance                     |                                |                                |                                |                                |                                |                                |                                |                                |                                |                                |                                |                                |                                |                                |                                |                                |                                |                                |                                |                                |                                |                                |                                |                                |                                |                                |                                |                                |                                |                                |                                |                                |                                |                                |                                |                                |                                |                                |                                |                                |                                |                                |                                |                                |                                |
| The Clone Wars (+ Filme) The Bad Batch Obi-Wan Kenobi Rebels Andor Resistance The Mandalorian O Livro de Boba Fett Ahsoka | M                                   |                                |                                |                                |                                |                                |                                |                                |                                |                                |                                |                                |                                |                                |                                |                                |                                |                                |                                |                                |                                |                                |                                |                                |                                |                                |                                |                                |                                |                                |                                |                                |                                |                                |                                |                                |                                |                                |                                |                                |                                |                                |                                |                                |                                |                                |                                |                                |                                |                                |                                |
| The Clone Wars (+ Filme) The Bad Batch Obi-Wan Kenobi Rebels Andor Resistance The Mandalorian O Livro de Boba Fett Ahsoka | BF                                  |                                |                                |                                |                                |                                |                                |                                |                                |                                |                                |                                |                                |                                |                                |                                |                                |                                |                                |                                |                                |                                |                                |                                |                                |                                |                                |                                |                                |                                |                                |                                |                                |                                |                                |                                |                                |                                |                                |                                |                                |                                |                                |                                |                                |                                |                                |                                |                                |                                |                                |
| The Clone Wars (+ Filme) The Bad Batch Obi-Wan Kenobi Rebels Andor Resistance The Mandalorian O Livro de Boba Fett Ahsoka | A                                   |                                |                                |                                |                                |                                |                                |                                |                                |                                |                                |                                |                                |                                |                                |                                |                                |                                |                                |                                |                                |                                |                                |                                |                                |                                |                                |                                |                                |                                |                                |                                |                                |                                |                                |                                |                                |                                |                                |                                |                                |                                |                                |                                |                                |                                |                                |                                |                                |                                |                                |
| Era | Era                                 | Queda dos Jedi                 | Queda dos Jedi                 | Queda dos Jedi                 | Queda dos Jedi                 | Queda dos Jedi                 | Queda dos Jedi                 | Queda dos Jedi                 | Queda dos Jedi                 | Queda dos Jedi                 | Ascensão do Império            | Ascensão do Império            | Ascensão do Império            | Ascensão do Império            | Ascensão do Império            | Ascensão do Império            | Ascensão do Império            | Ascensão do Império            | Ascensão do Império            | Ascensão do Império            | Ascensão do Império            | Ascensão do Império            | Ascensão do Império            | Era da Rebelião                | Era da Rebelião                | Era da Rebelião                | Era da Rebelião                | Era da Rebelião                | Era da Rebelião                | Era da Rebelião                | Era da Rebelião                | Era da Rebelião                | Era da Rebelião                | Era da Rebelião                | Era da Rebelião                | Era da Rebelião                | Era da Rebelião                | A Nova República               | A Nova República               | A Nova República               | A Nova República               | A Nova República               | A Nova República               | A Nova República               | A Nova República               | Ascensão da Primeira Ordem     | Ascensão da Primeira Ordem     | Ascensão da Primeira Ordem     | Ascensão da Primeira Ordem     |                                | A Nova Ordem Jedi              |
| \| \| Prequela (Episódios I–III) \| \| \| Trilogia Original (Episódios IV–VI) \| \| \| Sequela (Episódios VII–IX) \| \| \| Filmes A Star Wars Story \| \| \| Séries \| a: Prólogo b: Epílogo Os episódios da web série Star Wars: Força do Destino passam-se em alturas diferentes, o que dificulta a sua inserção no cronograma. Também estão excluídos minisséries, contos, bandas desenhadas e livros do cânone oficial do Star-Wars, bem como o parque temático Star Wars: Galaxy’s Edge (entre VIII e IX). A cronologia usa o calendário ficcional do universo Star-Wars em anos antes e depois da Batalha de Yavin. A Batalha de Yavin IV representa o final do Episódio IV, em que Luke Skywalker e os rebeldes destroem a primeira Estrela da Morte. |                                     |                                |                                |                                |                                |                                |                                |                                |                                |                                |                                |                                |                                |                                |                                |                                |                                |                                |                                |                                |                                |                                |                                |                                |                                |                                |                                |                                |                                |                                |                                |                                |                                |                                |                                |                                |                                |                                |                                |                                |                                |                                |                                |                                |                                |                                |                                |                                |                                |                                |                                |
| | Prequela (Episódios I–III)          |                                |                                |                                |                                |                                |                                |                                |                                |                                |                                |                                |                                |                                |                                |                                |                                |                                |                                |                                |                                |                                |                                |                                |                                |                                |                                |                                |                                |                                |                                |                                |                                |                                |                                |                                |                                |                                |                                |                                |                                |                                |                                |                                |                                |                                |                                |                                |                                |                                |                                |
| | Trilogia Original (Episódios IV–VI) |                                |                                |                                |                                |                                |                                |                                |                                |                                |                                |                                |                                |                                |                                |                                |                                |                                |                                |                                |                                |                                |                                |                                |                                |                                |                                |                                |                                |                                |                                |                                |                                |                                |                                |                                |                                |                                |                                |                                |                                |                                |                                |                                |                                |                                |                                |                                |                                |                                |                                |
| | Sequela (Episódios VII–IX)          |                                |                                |                                |                                |                                |                                |                                |                                |                                |                                |                                |                                |                                |                                |                                |                                |                                |                                |                                |                                |                                |                                |                                |                                |                                |                                |                                |                                |                                |                                |                                |                                |                                |                                |                                |                                |                                |                                |                                |                                |                                |                                |                                |                                |                                |                                |                                |                                |                                |                                |
| | Filmes A Star Wars Story            |                                |                                |                                |                                |                                |                                |                                |                                |                                |                                |                                |                                |                                |                                |                                |                                |                                |                                |                                |                                |                                |                                |                                |                                |                                |                                |                                |                                |                                |                                |                                |                                |                                |                                |                                |                                |                                |                                |                                |                                |                                |                                |                                |                                |                                |                                |                                |                                |                                |                                |
| | Séries                              |                                |                                |                                |                                |                                |                                |                                |                                |                                |                                |                                |                                |                                |                                |                                |                                |                                |                                |                                |                                |                                |                                |                                |                                |                                |                                |                                |                                |                                |                                |                                |                                |                                |                                |                                |                                |                                |                                |                                |                                |                                |                                |                                |                                |                                |                                |                                |                                |                                |                                |

## Elenco
- Daisy Ridley como Rey: Uma catadora de lixo altamente sensível à Força que foi abandonada quando criança no deserto do planeta Jakku e aguarda o retorno de sua família.
- Adam Driver como Kylo Ren: Um guerreiro sombrio que é forte com a Força, o líder dos Cavaleiros de Ren e um membro de alto escalão da Primeira Ordem. Ele é o filho de Han Solo e Leia Organa e o neto do falecido Darth Vader.
- John Boyega como Finn: Um stormtrooper desertor da Primeira Ordem.
- Harrison Ford como Han Solo: Um trapaceiro e um contrabandista, antigamente um jogador chave na Aliança Rebelde.
- Carrie Fisher como General Leia Organa: A antiga princesa do planeta destruído Alderaan, agora General da Resistência, irmã gêmea de Luke Skywalker, esposa de Han Solo e mãe de Kylo Ren. Após os eventos de Return of the Jedi, ela é descrita como "um pouco mais cansada de batalha, um pouco mais de coração partido".
- Peter Mayhew como Chewbacca: Um Wookie e companheiro de longa data de Han Solo.
- Oscar Isaac como Poe Dameron: Um piloto de caça de X-wing da Resistência.
- Lupita Nyong'o como Maz Kanata: Uma figura sábia e perspicaz operando uma cantina um tanto sombria no pacífico planeta da floresta Takodana.
- Andy Serkis como Líder Supremo Snoke: O líder político da Primeira Ordem. Ele é o mestre de Kylo Ren e é muito poderoso no lado negro da Força.
- Domhnall Gleeson como General Hux: O comandante da Base Starkiller da Primeira Ordem.
- Anthony Daniels como C-3PO: Um dróide de protocolo humanóide no serviço de Leia.
- Max von Sydow como Lor San Tekka: Um aventureiro aposentado em Jakku, ajudando a Resistência a encontrar Skywalker.
- Mark Hamill como Luke Skywalker: O último mestre Jedi, que esteve em exílio auto-imposto no planeta Ahch-To.

Tim Rose e Mike Quinn reprisam seus respectivos papéis como Almirante Ackbar e Nien Nunb de Return of the Jedi. Kipsang Rotich retorna como a voz de Nien Nunb e Erik Bauersfeld retornou como a voz de Ackbar. Este foi o papel final de Bauersfeld antes de sua morte em abril de 2016. Kenny Baker, originalmente anunciado como parte do elenco, foi creditado como "consultor" para R2-D2, com Jimmy Vee executando alguns dos trabalhos para R2-D2. Ewan McGregor tem uma participação vocal sem créditos como Obi-Wan Kenobi na sequência da visão de Rey, enquanto o áudio de arquivo de Frank Oz e Alec Guinness como Yoda e Kenobi, respectivamente, também são usados na mesma cena; Oz gravou novos diálogos para o filme, mas foi substituído pelo áudio preexistente de The Empire Strikes Back.
Gwendoline Christie interpreta a Capitã Phasma, a comandante das legiões de stormtroopers da Primeira Ordem. Dave Chapman e Brian Herring serviram como marionetistas do BB-8, com Bill Hader e Ben Schwartz creditados como "Consultores Vocais". Ken Leung aparece como Statura, um almirante da Resistência. Simon Pegg aparece como Unkar Plutt, o negociante de ferro-velho em Jakku. Greg Grunberg interpreta Temex "Snap" Wexley, um piloto de X-wing. Kiran Shah interpreta Teedo, um catador em Jakku que monta um Luggabeast semi-mecânico. Jessica Henwick aparece como Jess Testor, uma piloto de X-wing. Brian Vernel aparece como Bala-Tik, o líder da Gangue da Morte Guavian. Yayan Ruhian, Iko Uwais e Cecep Arif Rahman aparecem como Tasu Leech, Razoo Qin-Fee e Crokind Shand, membros da Gangue Kanjiklub, uma organização criminosa. Warwick Davis aparece como Wollivan, um taberneiro no castelo de Maz Kanata. Anna Brewster aparece como Bazine Netal, uma espiã da Primeira Ordem, também no castelo de Maz Kanata. Thomas Brodie-Sangster e Kate Fleetwood tocam oficiais de primeira ordem, Thanisson e Unamo, respectivamente. Billie Lourd, filha de Carrie Fisher, aparece como Connix, um tenente da Resistência. Membros da Resistência incluem Emun Elliott como Brance e Maisie Richardson-Sellers como Korr Sella, enquanto Harriet Walter aparece como Kalonia, o médico que cuida de Chewbacca. Mark Stanley aparece como um cavaleiro de Ren. Sebastian Armesto retrata o Tenente Mitaka e Pip Torrens interpreta o Coronel Caplan, ambos servindo a Primeira Ordem.
Daniel Craig, Michael Giacchino e Nigel Godrich aparecem como stormtroopers. O assistente de Abrams, Morgan Dameron, aparece como um oficial da Resistência, enquanto seu pai, Gerald W. Abrams, aparece como Capitão Cypress. O treinador de dialeto do filme, Andrew Jack, aparece como Major Ematt da Resistência. Além disso, Crystal Clarke, Pip Andersen, Christina Chong, Miltos Yerolemou, Amybeth Hargreaves, Leanne Best, Judah Friedlander, e Kevin Smith foram lançados em papéis menores. Abrams tem uma participação vocal, cantando com Lin-Manuel Miranda em duas músicas, "Jabba Flow" e "Dobra Doompa", interpretadas por Shag Kava, consistindo de Abrams, Miranda e músicos.

## Produção
George Lucas entregou um tratamento da história para os Episódios VII, VIII e IX para o presidente da Disney, Bob Iger, quando a Lucasfilm foi vendida para a Disney em outubro de 2012. O tratamento foi escrito por Michael Arndt,  que também foi contratado para escrever o roteiro. David Fincher e Brad Bird foram abordados, como diretores, mas Bird estava comprometido com Tomorrowland. Guillermo del Toro também foi considerado, mas ele estava ocupado com seus próprios projetos.
Em janeiro de 2013, J. J. Abrams foi anunciado como o diretor de Star Wars Episode VII, com Lawrence Kasdan e Simon Kinberg como consultores do projeto. A produção anunciou a saída de Arndt do projeto em 24 de outubro de 2013 e a de Kasdan e Abrams assumindo a escrita do roteiro. Abrams citou estar preocupado com a mudança de roteirista em cima da hora. Mais tarde, ele expressou alívio quando a data de lançamento foi anunciada para dezembro de 2015, em vez do lançamento anterior anunciado para maio. Ele disse que a chave para o filme seria ele voltar às raízes do primeiro filme Star Wars e basear-se mais na emoção do que na explicação.
Como consultor criativo do filme, o envolvimento de Lucas inclui participação em reuniões de história; ele disse ao Bloomberg Businessweek: "Eu, principalmente, digo: 'Você não pode fazer isso, você pode fazer isso.". Você sabe, 'Os carros não têm rodas. Eles voam com antigravidade.' Há um milhão de detalhes. Ou eu posso dizer: 'Ele não tem o poder de fazer isso, ou ele tem que fazer isso.' Eu sei todas essas coisas."
Em janeiro de 2014, Abrams confirmou que o roteiro estava completo. Em abril de 2014, Lucasfilm esclareceu que os Episódios VII-IX não contará com qualquer uma das histórias do Universo Expandido, embora outros elementos possam ser incluídos como Star Wars Rebels.
No total, corrigido pela inflação, The Force Awakens custou cerca de US$ 447 milhões de dólares para ser produzido, sendo considerado um dos filmes mais caros já feitos.

### Pré-produção
Em maio de 2013, a Disney confirmou que a produção do Episódio VII ocorreria no Reino Unido. Representantes da Lucasfilm reuniu-se com o Chanceler do Tesouro, George Osborne para ele aprovar a produção do filme no Reino Unido. A partir de setembro de 2013, os galpões Bad Roboto foram convertidos para a produção do Episódio VII, porque uma pequena parte do filme seria filmada nos Estados Unidos.
O figurinista Michael Kaplan, que trabalhou com Abrams em seus filmes de Star Trek, realizou a função no Episódio VII. Os editores de filmes, Maryann Brandon e Mary Jo Markey, também colaboradores antigos de Abrams, trabalharam no Episódio VII.
Em agosto de 2013, foi anunciado que o diretor de fotografia, Daniel Mindel, irá rodar o filme em 35 mm (especificamente Kodak 5219). Em outubro de 2013, foram confirmados outros membros da equipe, incluindo o designer de som, Ben Burtt, diretor de fotografia, Daniel Mindel, os direitos de designer, Rick Carter e Darren Gilford, o figurinista Michael Kaplan, o supervisor de efeitos especiais Chris Corbould, Gary Rydstrom trabalhando na regravação do som, Matthew Wood como supervisor de som, Roger Guyett como supervisor de efeitos especiais, e Tommy Harper e Jason McGatlin como produtores executivos.

### Elenco
A escolha do elenco começou por volta de agosto de 2013, com a reunião Abrams com potenciais atores, testando eles em leituras de roteiro e testes de tela. As audições foram realizadas no Reino Unido, na Irlanda, e nos Estados Unidos em novembro de 2013 para os papéis de "Rachel" e "Thomas". A escolha do elenco recomeçou em janeiro de 2014, devido a alterações no roteiro de Kasdan e Abrams. Testes com os atores continuaram até, pelo menos, três semanas antes do anúncio oficial em 29 de abril de 2014, e o elenco final foi formado apenas algumas semanas antes. Testes de atores tiveram acordos de não divulgação rigorosos, impedindo-os, ou os seus agentes e publicitários, de comentar sobre o seu possível envolvimento com o filme.
Embora Lucas insinuou que o trio da trilogia original, Mark Hamill, Harrison Ford e Carrie Fisher voltariam para o novo filme, já em março de 2013, a sua participação não foi confirmada até mais de um ano mais tarde. O elenco para novos papéis foi objeto de muita especulação desde o anúncio do filme. Saoirse Ronan, Michael B. Jordan, e Lupita Nyong'o fizeram testes para o filme. Jornais também informaram que Jesse Plemons estava sendo considerado para possivelmente um filho de Luke Skywalker; Adam Driver para um vilão sem nome; e Maisie Richardson-Sellers para um personagem desconhecido. Em março de 2014, o ator Dominic Monaghan disse durante uma entrevista que Abrams estava procurando por três atores desconhecidos para interpretar os papéis principais do episódio VII e que os rumores de estrelas envolvidas eram falsos.
Daisy Ridley foi escolhida para o filme em fevereiro de 2014, e até o final desse mês um acordo havia sido feito com Driver para ele contornar sua agenda na série de televisão Girls. Em março de 2014, as negociações com Andy Serkis e Oscar Isaac começou e continuaram até abril de 2014. Também em abril, John Boyega começou uma conversa mais séria após a saída de Jesse Owens. Denis Lawson, que interpretou Wedge Antilles na trilogia original, foi convidado para reprisar seu papel, mas recusou, afirmando que o papel o teria "cansado" da série.
Em 29 de abril de 2014, o anúncio oficial do elenco foi feito, que incluía uma foto do elenco sentado em círculo no Pinewood Studios, perto de Londres para a sua primeira leitura do roteiro. Em sentido horário, a partir do topo, à direita de Abrams estavam Ford, Daisy Ridley, Fisher, Peter Mayhew, o produtor Bryan Burk, presidente da Lucasfilm e produtora, Kathleen Kennedy, Domhnall Gleeson, Anthony Daniels, Hamill, Andy Serkis, Oscar Isaac, John Boyega, Driver, e o roteirista Lawrence Kasdan. Outros membros seriam anunciados como Max von Sydow e Kenny Baker. O anúncio foi inicialmente previsto para 4 de maio (Star Wars Day), no entanto, devido a temores de vazamentos de mídia, o estúdio decidiu fazer o anúncio alguns dias mais cedo. Novos membros do elenco era esperado, incluindo um papel feminino principal. Detalhes oficiais para os novos personagens não estavam disponíveis com o anúncio, mas a Variety informou que Driver estaria desempenhando um papel vilão, o papel de Isaac seria um tipo de Han Solo, Boyega seria um Jedi, e Ridley poderia estar interpretando uma filha de Han e Leia. Em 2 de junho de 2014, Lupita Nyong'o e Gwendoline Christie foram anunciadas no elenco.
Para se preparar para o papel, Hamill passou deixar crescer a barba, e foi lhe atribuído um personal trainer e nutricionista, a pedido dos produtores, que queria que ele se assemelham ao antigo Luke. Fisher também recebeu um personal trainer e um nutricionista para se preparar para o papel. A equipe de produção construiu um novo C-3PO para acomodar Daniels. Em maio de 2014, a mãe de Fisher, Debbie Reynolds, afirmou que Fisher já havia perdido 20 quilos em preparação para o filme.
No set de Star Wars em Abu Dhabi, Abrams anunciou um concurso de doação para a UNICEF, através da qual o vencedor selecionado iria visitar o set, encontrar com os membros do elenco, e aparecer no filme.
Em outubro de 2014, Warwick Davis, que interpretou Wald e weazle em Star Wars Episódio I: A Ameaça Fantasma e Wicket, o Ewok em O Retorno de Jedi, anunciou que ele vai aparecer no episódio VII embora não mencionou o papel que ele estaria interpretando. Em novembro de 2014, a mãe de Fisher, Debbie Reynolds, confirmou que a filha de Fisher, Billie Lourd, iria aparecer no filme.

### Filmagens
Em fevereiro de 2014 Abrams disse que as filmagens começariam em maio e durariam cerca de três meses.  Fontes como HitFix, disseram que as filmagens começariam em setembro de 2014. O anúncio oficial veio em 18 de março, quando a Disney e Lucasfilm anunciaram que a fotografia principal teria início em maio e ocorreira no Pinewood Studios, em Buckinghamshire, Inglaterra. Em março, foi revelado que a pré-produção estaria ocorrendo na Islândia antes do começo oficial das filmagens em maio, composta por fotografias de paisagens que será utilizado para o cenário no filme.  Em 2 de abril, o presidente da Walt Disney Studios, Alan Horn, confirmou que as filmagens começaram, a ocorrer em segredo em Abu Dhabi, nos Emirados Árabes Unidos por uma segunda unidade. Mais tarde naquele mês, foi revelado que, além de 35mm, os segmentos do filme estão sendo filmados no formato 65 milímetros em IMAX. Em 8 de julho, Bad Robot informou no Twitter que o filme vai ser pelo menos parcialmente filmado em câmeras IMAX.
No início de maio de 2014 o estúdio postou uma selfie de Iger com Chewbacca. Iger afirmou que a foto tinha sido tirada duas semanas antes durante sua visita ao Pinewood Studios, para discutir as filmagens, que estavam prestes a começar com Abrams, Kennedy, e Horn. A fotografia principal começou em Abu Dhabi em 16 de maio de 2014. Abrams e membros do elenco foram para Abu Dhabi no início de maio, onde grandes conjuntos foram construídos no local, incluindo uma nave espacial, uma grande torre e um grande mercado, e explosivos foram usados para criar uma "cratera". Os membros do elenco foram vistos ao redor do local praticando com veículos que usarão durante as filmagens. A produção mudou-se para Pinewood Studios, em junho.
Em 12 de junho, Harrison Ford fraturou a perna enquanto filmava em Pinewood depois de uma porta hidráulica ter caído sobre ele, e foi levado para um hospital. A produção foi suspensa por duas semanas por causa da lesão de Ford. A nota oficial afirmou que o tornozelo de Ford provavelmente vai precisar de uma placa e parafusos e que as filmagens poderiam ser um pouco alterada, com elenco precisar ficar sem Ford por um curto tempo até que ele se recupere. Jake Steinfeld, personal trainer de Ford, disse em julho que Ford estava se recuperando rapidamente.
Em 29 de julho de 2014 as filmagens ocorreram ao longo de três dias na ilha Skellig Michael, na costa do condado de Kerry, na Irlanda, com elenco que incluía Mark Hamill e Daisy Ridley.
A produção foi interrompida por duas semanas no início de agosto 2014, para Abrams poder retrabalhar a cena na ausência de Ford, e voltou com um Ford totalmente curado, em meados de agosto. As filmagens de Episódio VII estavam previstas para encerrar no final de 2014. Em agosto, Adam Driver afirmou que não acreditou que Lucas estava presente no set. A fotografia principal terminou em 3 de novembro de 2014.

### Pós-produção
Daniel Mindel, diretor de fotografia, afirmou que o filme iria contar com o uso de locações reais, maquetes e imagens geradas por computador para fazer o filme esteticamente similar ao da trilogia original de Star Wars. Rian Johnson, diretor do Episódio VIII, reiterou que Abrams usará pouco CGI e mais efeitos especiais tradicionais, dizendo:.. "Eu acho que as pessoas estão voltando-se para efeitos práticos parece que há uma espécie de gravidade que nos puxa para trás em direção a ela eu acho que mais e mais pessoas estão ficando crítica com uso exagerado de CGI em cenas de ação, levando a um tipo muito específico de cena de ação, onde a física sair pela janela e torna-se tão grande, tão rápido."
Em fevereiro de 2014, a Industrial Light & Magic (ILM) anunciou planos para abrir uma academia em Londres, citando os filmes Star Wars da Disney como o catalisador para a expansão. A ILM de Vancouver também irá trabalhar nos efeitos especiais do filme.

### Música
John Williams foi confirmado para compor a trilha sonora para Episódio VII, em julho de 2013. De acordo com vários relatórios, Williams era esperado viajar para Los Angeles em meados de novembro de 2014 e começar a trabalhar em novas músicas para o teaser trailer.

## Relações com o Universo Expandido
A trama do Episódio VII deverá ser original, sem se basear diretamente em nenhum dos vários livros, histórias em quadrinhos e outros materiais que foram lançados na franquia Star Wars, ignorando personagens como Jaina e Jacen Solo. Como parte da aquisição, a Disney recebeu uma "extensiva explanação do enredo" por Lucas. Em uma entrevista em vídeo que foi parte do anúncio da compra, Kennedy explicou que ela e Lucas já se reuniram com os roteiristas para discutir o roteiro do filme.
Dale Pollock, o biógrafo de Lucas que já leu as doze histórias originais escritas por ele, observou que os novos episódios devem mostrar o personagem Luke Skywalker em seus 30 ou 40 anos de idade. Em uma entrevista, Pollock declarou: "As três histórias mais interessantes eram as 7, 8 e 9. Elas tinham uma ação propulsiva, mundos novos realmente interessantes e novos personagens. Eu lembro que pensei que queria ver aqueles 3 filmes." Pollock espera que os roteiros dos novos filmes sigam o texto escrito por Lucas. Já se sabe que Rey, Finn e Poe Dameron serão os protagonistas do filme, interpretados, respectivamente, por Daisy Ridley, John Boyega e Oscar Isaac. Domnhall Glesson, Gwendoline Christie e Adam Driver interpretarão os vilões do filme: General Hux, Capitã Phasma e Kylo Ren. A base do General se chama "Starkiller", em homenagem ao sobrenome de Luke em um dos primeiros roteiros da saga.

### Trilogia de Thrawn
Timothy Zahn, o autor da Trilogia de Thrawn (série de livros pertencente ao universo expandido de Star Wars),[carece de fontes?] foi informado por Lucas dos planos de várias trilogias de Star Wars durante as discussões de desenvolvimento da trilogia de Thrawn. Depois do anúncio da Disney, chegou a se especular que o material seria a base para a nova trilogia, mas Zahn declarou que a trilogia de Thrawn deve ficar na lacuna entre o Episódio VI e o Episódio VII. A terceira trilogia cinematográfica deve envolver os filhos de Luke, o que faria com que cada trilogia compreenda diferentes gerações dos Skywalkers. Zahn também falou sobre a especulação de algum conflito lógico entre os filmes e o universo expandido, declarando que "os livros sempre foram apenas os livros." A trilogia de Thrawn introduziu noções que foram usadas depois nos livros e filmes de Star Wars, indicando que Lucas "tem mantido um olhar atento sobre o que já foi feito.".

## Lançamento
Em 6 de novembro de 2014, a Disney divulgou o subtítulo do Episódio VII, como sendo The Force Awakens. Em 26 de novembro de 2014, a Disney Brasil divulgou o título brasileiro sendo O Despertar da Força. Em 28 de novembro, o primeiro teaser trailer oficial foi lançado nos cinemas americanos e na internet, mostrando a Millennium Falcon e os novos personagens principais.
Em 11 de dezembro, Entertainment Weekly divulgou fotos que revelam os nomes dos personagens de O Despertar da Força. As imagens parecem ser de cartões colecionáveis, semelhante aos lançados no lançamento do primeiro Star Wars em 1977, e mostram Poe Dameron (Oscar Isaac), Rey (Daisy Ridley) e Finn (John Boyega). O usuário do lado sombrio com o sabre de luz que aparece no primeiro teaser trailer do longa tem o nome de Kylo Ren e o androide em formato de bola se chama BB-8.
Nos materiais de divulgação o subtítulo "Episódio VII" foi cortado, embora esteja presente na abertura do filme. A mesma coisa foi feita com O Império Contra-Ataca e O Retorno de Jedi. Tirar o número dos episódios do material de divulgação tinha sido quebrado por Lucas nos anos 90 e com a trilogia de prequela, mas foi retomado pela Disney, provavelmente, para facilitar o marketing do filme entre o público que não viu os episódios anteriores.
A pré-estreia mundial aconteceu no dia 14 de dezembro de 2015, simultaneamente, na sala Dolby e no Chinese Theatre, em Hollywood, para 5 mil pessoas (eleitas por concurso), incluindo George Lucas, Spike Lee, Geena Davis, Steven Spielberg, Sofia Vergara e Joseph Gordon-Levitt - fantasiado de Yoda.

### Marketing
A Disney apoiou o filme The Force Awakens com extensas campanhas de marketing. Em 28 de novembro de 2014, a Lucasfilm lançou um teaser trailer de 88 segundos. Ele foi exibido em cinemas selecionados nos Estados Unidos e no Canadá e nos cinemas em todo o mundo em dezembro de 2014. Ele também foi lançado no YouTube e na iTunes Store, gerando um recorde de 58,2 milhões de visualizações no YouTube em sua primeira semana.
Em 11 de dezembro de 2014, Abrams e Kennedy lançaram uma série de oito cartuns de simulação Topps revelando os nomes de vários personagens. Em 16 de abril de 2015, um segundo teaser trailer, com duração de dois minutos, foi exibido no painel de abertura da Star Wars Celebration, em Anaheim, Califórnia. A presidente da Lucasfilm, Kathleen Kennedy, disse que a reação ao trailer foi "espantosa ... toda a sala de quase oito mil pessoas ficou de pé e rugiu, quer dizer, não consigo pensar em nada do que eu já vi - além de uma pedra concerto - que me pareceu muito assim ". O trailer foi visto mais de 88 milhões de vezes nas primeiras 24 horas de lançamento, quebrando o recorde.
A Vanity Fair foi a primeira revista a lançar uma edição de capa exclusiva dedicada ao The Force Awakens. A revista, lançada em 7 de maio de 2015, contou com entrevistas exclusivas e fotos do elenco fotografado por Annie Leibovitz. No San Diego Comic-Con International de 2015, além de um painel com muitos dos atores, uma olhada nos bastidores do filme demonstrou o uso do filme de conjuntos e efeitos práticos. Foi recebido positivamente, com Nigel M. Smith, do The Guardian, escrevendo: "O ângulo do featurette é forte e se conecta com os fãs da trilogia original de uma maneira incrivelmente comovente. Também faz um trabalho malicioso de provocar o novo visual de Fisher como Leia e o misterioso envolvimento de Simon Pegg como um aliado de rumores no filme, sem mostrar os atores em ação. " Smith comparou a estratégia de marketing do filme com a de um filme anterior de Abrams, Super 8, dizendo que "as promoções ... são notáveis pelo que provocam, não pelo que revelam".
A Walt Disney Studios e a Lucasfilm apresentaram o The Force Awakens na Disney's D23 Expo em agosto de 2015. Drew Struzan - que projetou a arte do pôster para os filmes anteriores de Star Wars - produziu um pôster comemorativo dado aos participantes do evento. Em outubro de 2015, a Lucasfilm divulgou o cartaz de lançamento teatral e um terceiro trailer. O pôster omitiu Luke Skywalker e revelou um "orbe" parecido com a Estrela da Morte.

## Recepção

### Bilheteria
Nas primeiras horas de estreia, o filme arrecadou 14 milhões de dólares, um recorde, e lucrou 100 milhões em ingressos antecipados.[carece de fontes?]
O episódio 7 foi a maior bilheteria nos Estados Unidos para uma quinta-feira (57 milhões de dólares nas sessões de meia-noite) e abriu com 120 500 000 dólares na América do Norte, tornando-se o primeiro filme a arrecadar mais de 100 milhões em apenas um dia, superando o recorde anterior de Harry Potter e as Relíquias da Morte: Parte 2, com 91 milhões. Em apenas um dia ele quebrou o recorde de maior abertura no fim de semana em dezembro, anteriormente detido por O Hobbit: Uma Jornada Inesperada.
Em 20 de dezembro, o sétimo episódio da saga chegou ao recorde de 247 966 675 dólares arrecadados nos estados Unidos em apenas três dias de exibição, superando Jurassic World (208 milhões de dólares), o que o torna a maior bilheteria de estreia da história nos Estados Unidos. Na segunda 21, foi revelado que O Despertar da Força tinha quebrado o recorde mundial de Jurassic World (525 milhões de dólares) para um fim de semana, arrecadando 529 milhões de dólares mundialmente, o que o torna a estreia mais lucrativa de todos os tempos.
No Brasil, o filme teve uma estreia excelente, de acordo com os números provisórios do Filme B, mas ainda ficou atrás de outras franquias populares. Com dois milhões de espectadores no primeiro fim de semana, Star Wars perde apenas para os mais de 2 milhões de espectadores de Velozes e Furiosos 7 e de Vingadores: Era de Ultron e os 3 milhões de A Saga Crepúsculo: Amanhecer - Parte 2. Mesmo assim, registra números impressionantes, como a média de 1364 espectadores por sala.
O Despertar da Força acumulou 81,8 milhões de dólares na segunda-feira 21, em todo mundo, chegando a 610 milhões mundialmente. Na América do Norte, ele arrecadou 40,1 milhões de dólares na segunda-feira, passando o recorde de 27 milhões anteriores do Homem Aranha 2. Os analistas já previam uma grande segunda-feira para Star Wars 7, dado o fato de que 73% das escolas estarem em recesso de férias, bem como 87% faculdades nos Estados Unidos. Na terça-feira 22, tornou-se o filme de maior bilheteria numa terça-feira na América do Norte, arrecadando 37 361 729 dólares, passando o recorde anterior de O Espetacular Homem-Aranha (35 016 884 dólares). Na quinta-feira 24, tinha arrecado mais de 325 438 146 dólares na América do Norte e 765 938 146 ao redor do mundo, em apenas cinco dias, sendo o único filme da história a conseguir este valor em menos de uma semana. Depois de uma semana de sua estreia, na sexta-feira 25, o filme chegou a 813 milhões ao redor do mundo. Na América do Norte fez 391 051 329 dólares em sua primeira semana, a maior bilheteria conquistada em sete dias. Na sexta-feira 25, Star Wars VII disparou para 49,3 milhões em 4134 cinemas na sexta-feira, passando a melhor abertura para o natal que antes pertencia a Sherlock Holmes em 25 de dezembro de 2009 que fez 24 600 000, tornando-se o maior dia de Natal para um filme nos cinemas de todos os tempos. Em seu segundo final de semana, tornou-se a maior bilheteria para no segundo final de semana de exibição, batendo o recorde anterior de Jurassic World (106 milhões de dólares), arrecadando 153,5 milhões.
Em 12 dias de lançamento, o filme chegou a 1 086 058 914 dólares ao redor do mundo e 544 milhões na América do Norte, sendo o filme mais rápido a chegar a este valor, tanto nos países Estados Unidos/Canadá como no mundo. Após uma segunda-feira 28 de quase 30 milhões de dólares, o filme arrecadou 29,3 milhões na terça 29 e possuiu uma bilheteria doméstica de 600,65 milhões de dólares. É o filme que arrecadou esse valor mais rapidamente.
No dia 2 de Janeiro de 2016, O Despertar da Força ultrapassou Titanic nas bilheterias da América do Norte, com estimativas de ter arrecadado 686 425 583 dólares (contra 658 672 302 de Titanic) a segunda maior bilheteria de todos os tempos no Estados Unidos. O Episódio VII fez mais 88 milhões de dólares nas bilheterias de final de semana dos Estados Unidos/Canadá (1 a 3 de janeiro). Com isso, o filme acumulou aproximadamente 740 milhões de dólares no mercado norte-americano, em apenas 18 dias. É o maior fim de semana de janeiro na América do Norte. Na terça-feira 5, o episódio 7 chegou a 1 536 330 824 dólares ao redor do mundo, passando Os Vingadores e Velozes e Furiosos 7, assumindo a 4.ª colocação nas maiores bilheterias de todos os tempos.
Depois de apenas 20 dias em cartaz, O Despertar da Força tornou-se a maior bilheteria americana de todos os tempos (não ajustada para a inflação), com mais de 761 milhões (764 408 684 de dólares no total, de acordo com o Box Office na quinta-feira 7). O recorde anterior pertencia a Avatar (2009), com 760,5 milhões de dólares somados ao longo de sete meses.
Star Wars VII estreou na China em 9 de janeiro, arrecadando 33 milhões de dólares no sábado. Isso faz O Despertar da Força ter a maior abertura de um filme da Disney na China e a maior abertura em um sábado para um filme no país, que é o último território a receber o filme.
No dia 10 no domingo, O Despertar da Força passou Jurassic World (1,669 bilhão de dólares) e tornou-se a terceira maior bilheteria de todos os tempos com 1 733 411 043 dólares arrecadados, sendo mais de 800 milhões na América do Norte, primeiro filme a chegar a este valor.
O filme saiu do topo das bilheterias dos Estados Unidos no segundo fim de semana de Janeiro, após as 12 indicações ao Óscar de The Revenant o levarem ao 2.º lugar e a estreia da comédia Ride Along 2 que ficou em 1.º. No entanto, já arrecadou mais de 850 milhões de dólares nos Estados Unidos, indo chegar a 900 milhões nas bilheterias domésticas. Internacionalmente arrecadou mais de 1 bilhão de dólares, pertencendo a um grupo seleto de cinco filmes que passou de um bilhão no exterior.
Na sexta-feira 5 de fevereiro, Star Wars 7 chegou a 900 milhões de dólares arrecadados na América do Norte, também o primeiro filme a chegar a este valor.
No primeiro fim de semana de fevereiro, O Despertar da Força chegou a 2 bilhões ao redor do mundo em menos de dois meses.

### Resposta da crítica
O filme tem 93% de aprovação dos críticos no Rotten Tomatoes e uma pontuação de 81 em 100 no Metacritic, indicando "aclamação universal". O consenso é esse: "recheado de ação, e povoado por rostos conhecidos e novos, The Force Awakens traz de volta a antiga glória da saga com energia renovada.". Dana Stevens do Slate elogiou os personagens: "Tal como os seus antepassados de Star Wars (1977), Finn de Boyega e Rey de Ridley são corajosos, engraçados, e admiráveis, mas também imperfeitos, inseguros, e às vezes com medo. Ou seja, eles são personagens multifacetados, genuínos, com motivações críveis." Brian Butt do USA Today disse: "Star Wars: O Despertar da Força, retorna a icônica franquia sci-fi para um lugar glorioso que não foi visto desde que os Ewoks fizeram sua dança da vitória em O Retorno de Jedi há 32 anos. Richard Roeper do Chicago Sun Times disse: "The Force Awakens tem sequências memoráveis de batalha, que nos dá calafrios com as aparições das estrelas originais e introduz uma nova geração de personagens fantásticos."
Mas o filme não ficou imune a críticas negativas que reclamaram da falta de originalidade da trama. Andrew O'Hehir do Salon.com argumentou que: "Abrams fez uma cópia adoradora de Star Wars (1977), buscando corrigir suas falhas mais visíveis, sem compreender que nada sobre o contexto de Star Wars, seu significado ou enorme impacto cultural pode ser duplicado." Kate Taylor do Globe and Mail disse: "Alguns podem se emocionar com o reconhecimento de mais um espetacular duelo primal ao longo de um grande vazio. Porém outros devem saber que o verdadeiro teste de um mito, não reside na capacidade de se repetir, mas de se reinventar."
Conforme relato de diversas publicações especializadas em cinema por toda a internet americana e britânica, o filme é uma homenagem (ou refilmagem) do episódio IV. Luke Skywalker atua como se fosse o Obi-Wan Kenobi do episódio IV. Ele é um eremita que se isolou da sociedade depois de ter se frustrado com a perda de seu aprendiz para o Lado Negro da Força. Ele, assim como o Obi-Wan do episódio IV, é perseguido pela Primeira Ordem (que assume o mesmo papel do Império do episódio IV). E ele, também, é procurado pela Resistência (que assume o papel dos rebeldes) para treinar um Jedi que é, na prática, uma órfã sem memória chamada Rey (assumindo papel similar ao do Luke do episódio IV). Kylo Ren é o aprendiz de Luke que se perdeu e foi ao Lado Negro da força (assim como foi com Darth Vader e Obi-Wan) e Starkiller Base é uma nova Estrela da Morte.

### Prêmios, nomeações e honrarias
O American Film Institute (AFI), elegeu O Despertar da Força como um dos 10 melhores filmes do ano de 2015. Daisy Ridley foi honorada no dia 25 de fevereiro com o Oscar Wilde Awards que homenageia irlandeses - ou de ascendência irlandesa - que contribuirão de maneira notória com o cinema e televisão no ano; ela recebeu a honra com mais outros 4 irlandeses.
Foi nomeado para melhor filme no Critics' Choice Awards que ocorreu em 17 de janeiro de 2016, mas perdeu para Spotlight. O figurino do filme foi indicado a melhor figurino em filme de fantasia no Costume Designers Guild Awards 2016, os vencedores foram anunciados em 23 de fevereiro e Star Wars perdeu para o figurino de Mad Max: Fury Road.
O Despertar da Força foi indicado a quatro BAFTA 2016: Melhor Trilha Sonora Original (John Williams), Melhor Design de Produção, Melhor Som e Melhores Efeitos Visuais. Vencendo em melhores efeitos visuais e John Boyega ganhando em melhor ator revelação por seu papel como Finn, em 14 de fevereiro.
O Episódio VII foi indicado a 5 prêmios no Oscar 2016: Melhor Trilha Sonora, Melhor Edição de Som, Melhor Mixagem de Som, Melhor Edição e Melhores Efeitos Visuais, a premiação ocorreu em 28 de fevereiro mas Star Wars não levou nenhum.
O filme venceu quatro prêmios das sete indicações no VES Awards, que reconhece os trabalhos mais notáveis em efeitos visuais e os artistas que os criaram. Venceu em Melhor Efeitos Visuais em um Filme Fotorealista, Melhor Cinematografia Virtual em um Projeto Fotorealista, Melhor Ambiente Criado em um Filme Fotorealista e Melhores Modelos em um Filme Fotorealista ou Animado (BB-8).
No dia 24, o Saturn Awards divulgou a lista dos nomeados para a premiação de 2016 e O Despertar da Força conseguiu o maior número de indicações: quinze ao todo, incluindo múltiplas nomeações nas categorias de atuação: melhor atriz para Daisy Ridley, melhor atriz coadjuvante para Lupita Nyong'o e Carrie Fisher, melhor ator para Harrison Ford e melhor ator coadjuvante para Adam Driver e John Boyega. A premiação ocorre em junho de 2016.
Star Wars VII foi nomeado a quatro categorias no Kids Choice Awards 2016 e venceu em filme favorito do ano no dia 12 de março.
O Despertar da Força recebeu 11 nomeações ao MTV Movie Awards 2016, incluindo melhor filme do ano. A premiação aconteceu em 9 de abril, e Star Wars VII venceu em filme do ano, atriz revelação (Daisy Ridley) e Melhor Vilão (Adam Driver).
O Despertar da Força venceu o Empire Awards 2016 de melhor filme de ficção-científica, melhor direção (J. J. Abrams), melhores efeitos visuais e John Boyega e Daisy Ridley venceram em melhor ator e atriz revelação, respetivamente, no dia 20 de março.

## Impacto
Foi divulgado um infográfico com um estudo da Seekr, empresa brasileira de monitoramento e relacionamento de marcas em redes sociais, realizado para o laboratório Mission Control, especialista em análise de dados sociais no Brasil, que aponta quais foram os assuntos mais comentados envolvendo o lançamento do filme. Em apenas três dias, foram aproximadamente 574.000 menções ao longa nas redes sociais, o que representa 28 postagens por segundo. Hashtags como #theforceawakens, #starwars e #starwarstheforceawakens também tomaram conta das plataformas. Foram criadas cerca de 653 teorias diferentes para o novo filme, sendo 91% delas publicadas no Twitter. Claro que os odiados spoilers não ficaram de fora do levantamento e foram citados por 33,8% dos internautas.[carece de fontes?]